# Ronny Hebestreit
Ronny Hebestreit (* 9. Januar 1975 in Gotha) ist ein deutscher Fußballtrainer und ehemaliger Fußballspieler.

## Karriere
Hebestreit begann 1982 bei der BSG Lokomotive Erfurt mit dem Fußballspielen, bevor er im Alter von zwölf Jahren in die Jugendabteilung des FC Rot-Weiß Erfurt wechselte. In der Saison 1993/94 spielte er für eine Saison beim SSV Erfurt Nord. 1994 kehrte er zu Rot-Weiß zurück, wurde auf Anhieb Stammspieler und erzielte in seiner ersten Saison elf Tore für den Verein. In vier Spielzeiten in der Regionalliga Nordost erzielte er 42 Tore in 103 Punktspielen.
Im Januar 1998 wechselte der gelernte Stürmer zu den Amateuren des FC Bayern München. Dort sollte er über die Amateure an die Profis herangeführt werden. Zwar trainierte er regelmäßig mit der ersten Mannschaft mit und kam in einem Freundschaftsspiel gegen den FC Augsburg auch zu einem Einsatz, jedoch blieb ihm der endgültige Durchbruch verwehrt. In seinem zweiten Jahr wurde er durch einen Kreuzbandriss außer Gefecht gesetzt und verlor daraufhin seinen Stammplatz in der Mannschaft. So kehrte er in der Winterpause der Saison 1999/2000 nach Erfurt zurück. Im Jahre 1999 wurde auch sein Sohn geboren.
In vier Spielzeiten in der Regionalliga Süd erzielte er für Erfurt in 108 Spielen 44 Tore und avancierte vor allem wegen seiner Herkunft und seiner Kopfballstärke schnell zum Liebling der Fans. Am 29. Mai 2004 (33. Spieltag) sorgte er mit dem 2:1-Siegtor per Hacke gegen den 1. FC Saarbrücken für den wichtigen Fünf-Punkte-Vorsprung vor diesem und sicherte damit seiner Mannschaft, trotz der 1:4-Niederlage beim VfR Aalen am letzten Spieltag, bei gleichzeitigem 2:1-Sieg der Saarbrücker gegen den 1. FC Schweinfurt 05, den Aufstieg in die 2. Bundesliga.
Hebestreit hat insgesamt 329 Pflichtspiele für den FC Rot-Weiß Erfurt bestritten, in denen er 113 Tore erzielte. Damit ist er nach Jürgen Heun der zweiterfolgreichste Torschütze in der Vereinsgeschichte des FC Rot-Weiß Erfurt.
Nachdem seine Vertragslaufzeit nicht über den 30. Juni 2007 verlängert wurde, wechselte er zur Saison 2007/08 zum NOFV-Oberligisten ZFC Meuselwitz, bei dem er einen Zweijahresvertrag erhielt und der ihm eine „berufliche Perspektive“ bieten sollte. Die Entscheidung, Hebestreits Vertrag nicht zu verlängern, stieß bei großen Teilen der Erfurter Fanszene auf heftigen Protest. Zur Saison 2008/09 wechselte er in die drittklassige Regionalliga Nord zum Halleschen FC. Seit der Saison 2011/12 spielte er für den FC BW Dachwig-Döllstädt. Mit Dachwig stieg er 2012 aus der Landesklasse in die Thüringenliga auf. 
In der Winterpause der Saison 2014/15 beendete er seine Spielerlaufbahn und wurde Co-Trainer der zweiten Mannschaft des FC Rot-Weiß Erfurt. Nach einem halben Jahr wurde er mit Beginn der Saison 2015/16 Co-Trainer der ersten Mannschaft. 2017 absolvierte er acht Punktspiele für die Sport-Freunde Marbach in der Kreisoberliga Erfurt-Sömmerda und erzielte ein Tor.